# Mart Poom
Mart Poom, född 3 februari 1972 i Tallinn, är en estnisk före detta fotbollsmålvakt som numera är målvaktstränare i det estniska landslaget.
Poom spelade sammanlagt 120 landskamper för Estland. På klubblagssidan har han representerat bland andra Derby, Sunderland och Arsenal.
Mart Poom har tre söner, däribland Markus som även han är professionell fotbollsspelare.